# Amalia Del Ponte
Amalia Del Ponte (Milano, 15 gennaio 1936 – Milano, 16 agosto 2025) è stata un'artista, designer e scultrice italiana.
Amalia Del Ponte fu un'artista italiana, il cui lavoro fu oggetto di attenzione da parte di critici e storici dell'arte quali Guido Ballo, Bruno Munari, Gillo Dorfles, Arturo Schwarz, Francesco Tedeschi, Flaminio Gualdoni e Tommaso Trini. Attiva dagli anni settanta in poi , ottenne il Primo Premio per la Scultura alla Biennale di San Paolo. Le sue attività si svilupparono tra arte e scienza, con una ricerca incentrata sui rapporti fra scultura, musica e tecnologie.

## Biografia
Dopo il liceo artistico, frequentò dal 1956 al 1961 il corso di scultura di Marino Marini presso l'Accademia di Brera di Milano insieme ad Kengiro Azuma, Mario Robaudi e Gianni Colombo.
Negli anni Sessanta avviò una ricerca sui materiali, orientandosi verso forme essenziali e geometriche. Questo interesse la portò a realizzare le prime sculture in plexiglas, denominate Tropi da Vittorio Fagone nel 1967, in occasione di una mostra personale alla Galleria Vismara di Milano.
Nel 1973, su invito di Bruno Munari e Umbro Apollonio, partecipò alla Biennale di San Paolo, dove presentò l'opera Area percettiva, con cui ottenne il Primo Premio per la Scultura.. Nel 1993 espone le proprie opere al Fort Asperen, ad Asperen, nei Paesi Bassi.
Nel 1986 partecipò per la prima volta alla XLII Biennale d'Arte di Venezia dove tornò poi nel 1995, su invito di Gillo Dorfles, alla XLVI Biennale Internazionale d’Arte;
Al Padiglione Italia le venne dedicata una sala, dove presentò i Litofoni, pietre sonore che esplorano le relazioni tra forme geometriche, scale musicali e colori.
Nel 2010 realizzò un progetto per l'Isola della Certosa nella Laguna di Venezia: una serie di video installazioni allestite all’interno delle quattro Case Matte (ex polveriere austriache). L’opera, intitolata Regno dei possibili, invisibili, era incentrata su riflessioni relative ai modi in cui arte e scienza possono rendere percepibili dimensioni non visibili della realtà.
A partire dagli anni Duemiladieci, l’attività di Amalia Del Ponte fu oggetto di iniziative espositive e riconoscimenti in ambito istituzionale, tra cui la mostra del 2017 al Museo del Novecento e al Museo Messina di Milano e un premio alla carriera assegnatole nel 2023 dalla Florence Biennale.
Oltre all'attività artistica, dalla fine degli anni Sessanta svolse un’attività nel campo del design. Tra il 1965 e il 1967 ha progettato gli interni del negozio Gulp! in via Santo Spirito a Milano e collaborò con Elio Fiorucci alla progettazione del primo negozio Fiorucci, aperto nella Galleria Passarella a Milano. Per questo spazio ideò un ambiente interamente bianco e opaco, con fessure nel pavimento e specchi inclinati che permettevano di osservare anche il piano inferiore.

## Principali mostre personali
- 1965 - Galleria Adelphi, Padova - J. W. Goethe. Sulla teoria della natura
- 1967 - Galleria Vismara, Milano - Tropi (testo di Vittorio Fagone)
- 1968 - Galleria Annunciata, Milano (testo di Gillo Dorfles)
- 1972 - Libreria Einaudi, Milano - Una scultura nella strada (testo di Guido Ballo)
- 1974 - Galleria Toselli, Milano - Accrescimento di un cristallo
- 1978 - C Space, New York, N.Y. - S/cultura & Arte/fatti
- 1979 - Stefan Eins, New York, N.Y. - Through the gold
- 1980 - C Space, New York, N.Y. - Musica da camera per sei strumenti (testo di Francesco Leonetti)
- 1986 - Galleria Milano, Milano - Encantar
- 1988 - Superstudio, Milano - Magnamater (litofoni suonati da Walter Maioli, testo di Eleonora Fiorani)
- 1992 - Studio 51/A, Roma - La forma del suono (itofoni suonati da Gianluca Ruggeri, testo di Giovanna dalla Chiesa)
- 1993 - Galleria Valeria Belvedere, Milano (litofoni suonati da Maurizio Benomar, testo di Roberto Daolio)
- 1995 - Villa Tiepolo Passi, Treviso (litofoni suonati da Guido Facchin)
- 1994 - Casa del Mantegna, Mantova - Amalia a casa Mantegna (testi di Anne Marie Sauzeau Boetti, Eleonora Fiorani, Francesco Leonetti, Lea Vergine, litofoni suonati da Danilo Grassi)
- 1996 - Galleria Valeria Belvedere, Milano - Buttare via l'ego
- 2009 - Fondazione Arnaldo Pomodoro, Milano - Amalia Del Ponte. Presentazione dei video (testo di Tommaso Trini)
- 2010 - Certosa, Venezia - Amalia Del Ponte. Progetto per un'isola (testo di Eleonora Fiorani)
- 2015 - Galleria Milano, Milano - La porta senza porta[24]
- 2017 - Museo del Novecento e Studio Museo Francesco Messina, Milano - Amalia Del Ponte. Onde lunghe e brevissime (a cura di Iolanda Ratti e Eleonora Fiorani)[25]
- 2022 - Fabbrica del Vapore, Milano - Framed Stories. Folli e vittime (a cura di Maria Fratelli)[26]

## Principali mostre collettive
- 1961 - Galleria Spotorno, Milano (testo di Jaques Kermoal)
- 1965 - Palazzo dell'Arte, Milano - XIII Triennale
- 1966 - Scuola Grande di San Teodoro, Venezia - Salone Internazionale dei Giovani (testo di Guido Ballo)
- 1967 - Civica Galleria d'Arte Moderna, Milano - Salone Internazionale dei Giovani (testo di Guido Ballo)
- 1973 - Grand Palais, Parigi - XIV Grands et Jeunes d'Aujourd'hui (testo di A.M. Hammacher)
- 1973 - Palazzo dell'Arte, Milano - XV Triennale
- 1973 - San Paolo, Brasile - XII Biennale Internazionale d'Arte (testo di Umbro Apollonio) - 1º Premio Internazionale per la Scultura
- 1974 - Palazzo della Permanente, Milano - XXVIII Biennale Nazionale d'Arte (testo di Vittorio Fagone)
- 1977 - Fiera del Levante, Bari - Ipotesi ‘80. Expoarte (testo di Lea Vergine)
- 1978 - Galleria La Salita, Roma - Pas de deux (testi di Anne Marie Sauzeau Boetti, Gian Battista Salerno)
- 1979 - Roma - Quadriennale Nazionale d'Arte
- 1981 - Museo Civico agli Eremitani, Padova - XIII Biennale Internazionale del Bronzetto (testo di Lea Vergine)
- 1986 - Giardini di Castello, Venezia - XLII Biennale Internazionale d'Arte. Arte e Alchimia (testo di Arturo Schwarz)
- 1990 - Cantieri Ansaldo, Milano – Milano / Poesia (litofoni suonati da Gabin Dabiré)
- 1990 - Realcity Schiodome, Tokyo - Notes on the INvention and Construction of New Instruments and Sound Sculptures in Italy (testo di Davide Mosconi)
- 1995 - Giardini di Castello, Venezia - XLVI Biennale Internazionale d'Arte - Sala personale (testo di Gillo Dorfles, litofoni suonati da Guido Facchin)
- 1995 - Fondazione Mudima, Milano - Il campo di esperienza. Tracciati (testo di Francesco Leonetti, litofoni suonati da Fayçal Zaouali)
- 2003 - Polo Umanistico, Erice - Arte in Italia negli anni '70. Arte e ambiente 1974/1977 (testo di Luciano Caramel)
- 2005 - Fondazione Arnaldo Pomodoro, Milano – La Scultura Italiana del XX secolo (a cura di Flaminio Gualdoni, litofoni suonati da David Barittoni e Joe Casagrande)
- 2014 - Palazzo della Permanente, Milano - Nati nei '30. Milano e la generazione di Piero Manzoni (a cura di Elena Pontiggia e Cristina Casero)
- 2016 - MAC, Lissone - La parola agli artisti. Arte e impegno a Milano negli anni Settanta (a cura di Cristina Casero ed Elena Di Raddo)
- 2018 - Ca' Pesaro, Venezia - Epoca Fiorucci (a cura di Gabriella Belli e Aldo Colonnetti)
- 2022 - Building, Milano - Il Numinoso (a cura di Giorgio Verzotti)[27]
- 2023 - Mudec, Milano - RAINBOW. Colori e meraviglie fremiti, arti e scienze (a cura di Katya Inozemtseva e Sara Rizzo)

## Scritti e libri d'artista
- 1978 - Amalia Del Ponte, Atlante, s.n., New York
- 1993 - Amalia Del Ponte, La forma del suono, Semar, Roma. ISBN 88-7778-021-5
- 2009 - Amalia Del Ponte, Il profumo di Simone Weil, libro d'artista.
- 2012 - Amalia Del Ponte, Risonanze orbitali, et al. Edizioni, Milano. ISBN 88-6463-089-9
- 2016 - Amalia Del Ponte, Frammenti di testamenti e altre storie noir, libro d'artista in 50 esemplari.
- 2021 - Amalia Del Ponte, The Limerick up to date book 2021, libro d'artista
- 2023 - Amalia Del Ponte, Né capo né coda, Officina Libraria. ISBN 9788833672618

### Pubblicazioni su periodici
- 1967 - Maria Pezzi, Fa scultura in trasparenza, “Il Giorno”, Milano, 9 febbraio.
- 1972 - Guido Ballo, Sculture nella strada, “Ottagono”, Milano, nº 27, dicembre.
- 1973 - Tommaso Trini, Una clessidra in cui scorre lo spazio, “Domus”, Milano, nº 518, gennaio, p. 45
- 1978 - Achille Bonito Oliva, L'arte è maschile o femminile?, “Corriere della sera”, Milano, 8 giugno 1978.
- 1986 - Gillo Dorfles, Ma i veri alchimisti sono sempre rari..., “Corriere della Sera”, Milano, 2 luglio.
- 1987 - Lea Vergine, Resterà pietra su pietra, “Panorama”, Milano, 1º marzo, p. 129.
- 1987 - Massimo Dini, Ho un diavolo per scalpello, “Panorama”, Milano, 1º marzo, pp. 126–129.
- 1988 - Tutto quello che avreste voluto sapere sul sasso, “La Repubblica”, Roma.
- 1992 - Giovanna Dalla Chiesa, La forma del suono: un incontro con Amalia Del Ponte, “Next” anno VIII, Roma
- 1992 - Giovanna Dalla Chiesa, Del Ponte. Suoni di pietra, “Trovaroma”, Roma, nº 248.
- 1994 - Lea Vergine, Esperimenti con musica, “Corriere della Sera”, Milano, 30 gennaio.
- 1995– Tommaso Trini, Amalia Del Ponte, “Tema celeste”, MIlano, nº 53-54, autunno, p. 56.
- 1996 - Annarosa Baratta, Amalia Del Ponte, “Non capovolgere”, Mantova, nº 9, febbraio.
- 1996 - Annarosa Baratta, Amalia Del Ponte: ritmo e misura, “Lapis”, Milano, nº 30, giugno.
- 2006 - Paolo Repetto, Il visibile e l'invisibile, in “Amadeus”, XVIII, dicembre (205), Milano, pp. 46–47.
- 2006 - Cristina Casero, Amalia Del Ponte. La forma dei suoni, in “Titolo”, n.50, primavera/estate
- 2012 - Paolo Bolpagni, Forme sonore. Per Harry Bertoia e Pinuccio Sciola, Amalia Del Ponte e Roberto Ciaccio la scultura è anche uno strumento musicale, in «Amadeus», XXIV, marzo (268), Milano, pp. 40–42.